# Delta County (Michigan)
Delta County is een county in de Amerikaanse staat Michigan.
De county heeft een landoppervlakte van 3.030 km² en telt 38.520 inwoners (volkstelling 2000). De hoofdplaats is Escanaba.

## Bevolkingsontwikkeling

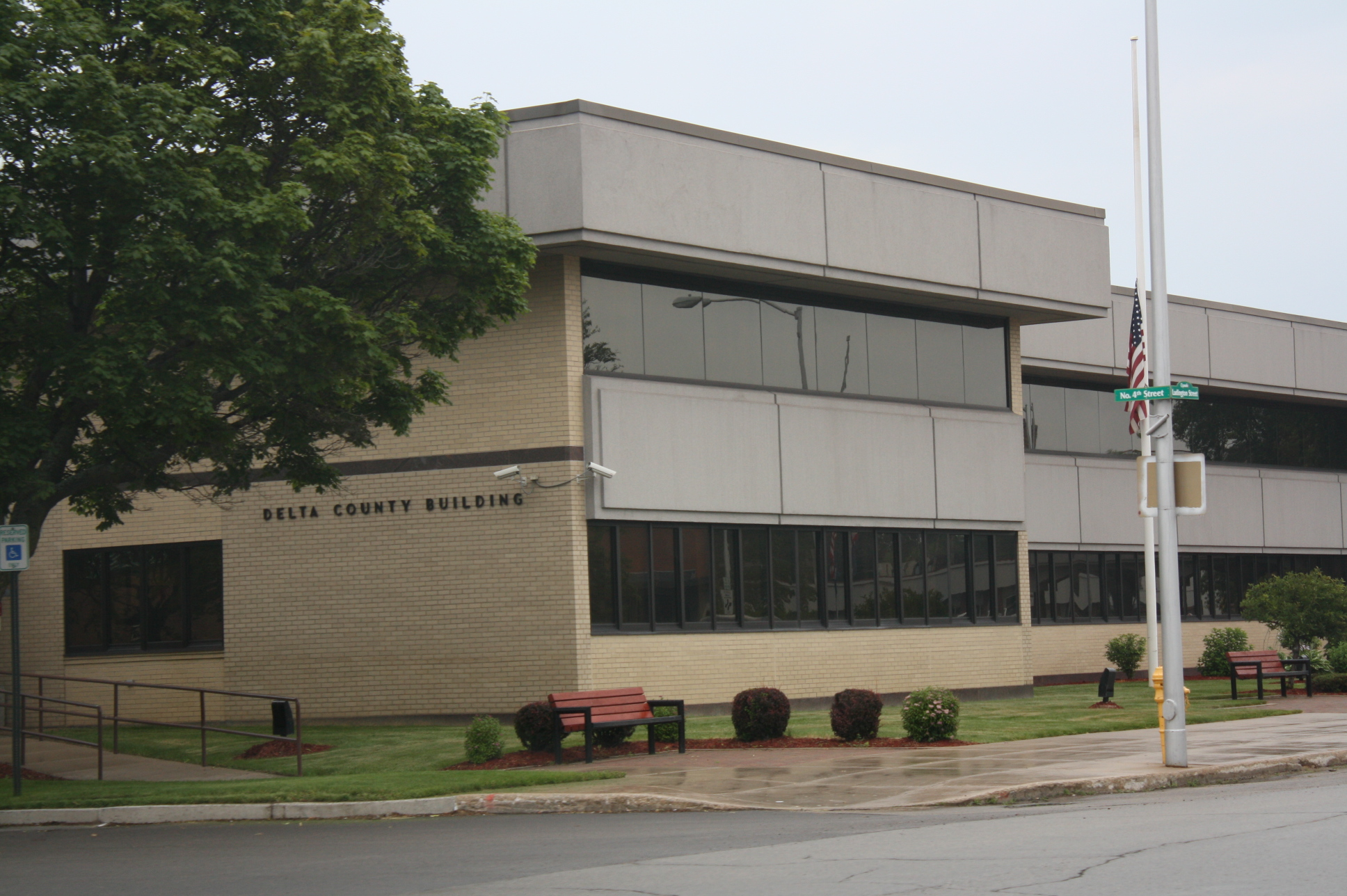
Delta County Building